# Allen Setter
Allen Setter (engelsk: Allen Setters) er en amerikansk hønserace, der kun er fremavlet for at kunne udruge fasanæg. 

## Farvevariationer
- Spættet
- Sølv vagtelfarvet
- Sølv bronzesort
- Brunbrystet
- Brunrød
- Agerhønefarvet

## Ekstern henvisning
- Engelsk racebeskrivelse af racen